# Seebergsattel
Seebergsattel (slovenska: Jezerski vrh) är ett bergspass i Österrike, på gränsen till Slovenien. Det ligger i den sydöstra delen av landet, 240 km sydväst om huvudstaden Wien. Seebergsattel ligger 1 215 meter över havet. Närmaste större samhälle är Bad Eisenkappel, 9,8 km nordost om Seebergsattel.